# Henny Stoel
Hendrika Simone Wilhelmina (Henny) Stoel-Hes (Bussum, 13 juli 1945) is een Nederlandse oud-nieuwslezeres. Zij presenteerde het NOS Journaal van 1988 tot 2003.

## Jeugd
Stoel kreeg voor het eerst enige bekendheid doordat ze zong in het meisjeskoor Sweet Sixteen, dat vooral bekend werd door de hit Peter (..ik ben verliefd).

## Televisie
Stoel begon haar journalistieke carrière in 1967 bij het VARA-radioprogramma Dingen van de Dag, in 1978 gevolgd door In de Rooie Haan. In 1985 stapte zij over naar het NOS Journaal, waar zij plaatsvervangend chef werd van de binnenlandredactie. In 1988 werd zij presentatrice van het halfzesjournaal (als opvolgster van Maartje van Weegen) en eindredactrice en vanaf 2000 van het achtuurbulletin.
Stoel presenteerde ook een aantal malen de NOS-registraties van het bezoek van koningin Beatrix aan een gemeente in Nederland ter gelegenheid van Koninginnedag.
Op 11 februari 2000 was te ze gast in Dit was het nieuws.
In 2000 kwam haar uiterlijk onder vuur te liggen door toedoen van het weekblad Privé. Dat had twee "modekoningen" laten oordelen dat Stoel het lelijkste journaalgezicht van Europa had. Een tegenactie werd gestart door dj Ruud de Wild: "Henny Stoel is Cool".
In 2003 ging Henny met de VUT, volgens sommigen niet helemaal vrijwillig. Het vroege afscheid werd in de media beoordeeld als een vorm van leeftijdsdiscriminatie. Aan het eind van haar laatste journaal kreeg Stoel een minuut spreektijd om het publiek te bedanken.
Op 5 januari 2016 presenteerde Henny Stoel samen met Tom Egbers ter ere van het 60-jarig bestaan van het Journaal eenmalig het NOS Journaal van 13:00 uur op NPO 1.

## Activiteiten
Stoel maakte zich sterk voor correct taalgebruik bij het Journaal. Tevens presenteerde ze vanaf 1995 het radioprogramma Wat een taal van de NPS, tot dat programma eind 1998 ophield te bestaan. Verder is zij bestuurslid van het Genootschap Onze Taal geweest en lid van het Comité Nederlandse Veteranendag. Stoel maakt sedert 2002 deel uit van de professionele jury van de tweejaarlijkse Philip Bloemendal Prijs, een stimuleringsprijs voor jonge talentvolle presentatoren in de media.